# Anne de Beaujeu
Anne de Beaujeu eller Anne af Frankrig, født 3. april 1461, død 14. november 1522, var en fransk prinsesse (kongedatter), regent (rigsforstander) og storvasal (regerende hertuginde). Hun var Frankrigs regent under sin bror Karl 8.s umyndighed i 1483–1492, og hun var regent af hertugdømmet Bourbon under datterens umyndighed fra 1503. Hun var en af det datidige Europas største kvindelige magthavere, og hun kaldtes Madame la Grand (Den store dame eller den store frue).

## Biografi
Anne var datter af Ludvig 11. af Frankrig og Charlotte af Savoyen. Anne blev forlovet med hertug Nicolaus af Lothringen og udnævntes til vicegrevinde af Thouars i 1468, men da forlovelsen blev ophævet i 1473, blev titlen tilbagekaldt.
Den 3. november 1473 giftede hun sig med hertug Peter 2. af Bourbon, som samtidigt udnævntes til regent over Beaujeu (Beaujolais), deraf hendes navn. Hendes far havde høje tanker om hendes evner og kaldte hende "Den mindst dumme kvinde i Frankrig". Ved at udnævne hende i stedet for sin hustru til formynder for deres søn brød han med etableret sædvane, og Anne blev den første regent, som styrede landet som formynder for sin bror.

### Frankrigs regent
Anne blev i året 1483 Frankrigs regent sammen med sin mand under sin brors umyndighed. Formelt var hun kun en af flere personer med sæde i formynderregeringen. I virkeligheden både var og omtaltes hun åbent som regent. Hun skal have domineret sin ægtefælle, som ikke spillede nogen som helst politisk rolle.
Som regent bevarede hun landets centralstat mod feudal opløsning, særligt mod Orléanspartiet som gjorde oprør under den såkaldte Tåbelige krig i 1485–1488. Hun uddelte dog også forleninger til den oprørske adel, og hun ofrede flere af faderens yndlinger.
I år 1485 støttede hun Henrik 7. af England med tropper for at styrte Richard 3. af England fra tronen. Anne afsluttede endegyldigt hundredeårskrigen gennem Traktaten i Etaples.
Hun indlemmede i 1491 Bretagne i Frankrig ved at tvinge Anne af Bretagne til at gifte sig med hendes broder efter, at hun havde sejret i Frankrigs krig mod Bretagne.
Hun sikrede arvefølgen til hertugdømmet Bourbon for sig og sin mand efter mandens afdøde barnløse bror ved at erklære at erklære mandens brorsøn for illegitim, og sikrede dermed rigdom og egen magtbase for sig og sin datter, dette på trods at både hendes far og hun selv under sin regering ellers havde bekæmpet autonome lokalmonarkier af denne slags. Årsagen var muligvis, at hun behøvede en egen base at trække sig tilbage til, da hun forudså, at hendes bror, som på dette tidspunkt nærmede sig sin tyveårs fødselsdag, ikke ville acceptere hendes formynderskab længe endnu. Hendes afgang som Frankrigs regent var diffus netop fordi, at hendes stilling som sådan ikke var klart defineret. Da hendes bror kongen fyldte 20 og for flere år siden havde passeret en fransk konges formelle myndighedsalder, begyndte hun at forberede sin afgang. Den 28. juni 1491 blev hertugen af Orleans frigivet og han fik tilladelse til vende tilbage til hoffet for at forsone sig med kongen. Den 6. december fandt brylluppet mellem kongen og Anne af Bretagne sted.
Den 5. juli 1492 afgav kongeparret, hertugen af Orleans og Anne og hendes mand en ed om, at altid elske og forsvare hverandre. Derefter forlod Anne det franske hof med sin mand og datter og bosatte sig i sit eget hertugdømme Bourbon, og hendes regering og periode som fransk regent var dermed afsluttet. Hun bosatte sig siden i Chantelle i Bourbon.

### Bourbons regent
Anne fik kun et barn, Suzanne af Bourbon (1491–1521). Da Annes ægtefælle døde i 1503 lykkedes hende at tage kontrol over ægtemandens landområder som regent for datteren og forsvare datterens ret som regerende hertuginde og få hende gift med Karl 3. af Bourbon. Anne overvågede opdragelsen af mange adelige piger ved sit hof, hvor de lærte nye skikke som at tørre næsen i lommetørklæder i stedet for i fingrene.